# Biochimie (journal)
Biochimie est une revue scientifique à comité de lecture. Ce journal mensuel présente des articles originaux et des articles de revue dans le domaine de la biochimie et de la  biologie moléculaire. Il est édité par Elsevier sous les auspices de la Société française de biochimie et de biologie moléculaire (SFBBM). Biochimie a succédé en 1971 au Bulletin de la société de chimie biologique comme vecteur des communications des membres de la Société, le journal est alors devenu multilingue. Progressivement l'anglais est devenu la langue principale et le journal ne publie plus aujourd'hui que des articles scientifiques dans cette langue, en dépit de son titre français. Le contenu de la revue est indexé dans PubMed et est accessible en ligne, sur abonnement, à partir des articles publiés en 1971.
D'après le Journal Citation Reports, le facteur d'impact de ce journal était de 3,022 en 2011. Actuellement, la direction éditoriale est assurée par Bertrand Friguet (Sorbonne-Université, Paris, France).

## Histoire
Au cours de son histoire, le journal a changé de nom :
- Bulletin de la société de chimie biologique, 1919-1970  (ISSN 0037-9042)
- Biochimie, 1971-en cours  (ISSN 0300-9084)